# فرانك أليسيا
فرانك أليسيا (بالإنجليزية: Frank Alesia) هو كاتب سيناريو وممثل أمريكي، ولد في 4 يناير 1944، وتوفي في 27 فبراير 2011 بسبب مرض.

## وصلات خارجية
- فرانك أليسيا على موقع IMDb (الإنجليزية)
- فرانك أليسيا على موقع أول موفي (الإنجليزية)
- فرانك أليسيا على موقع قاعدة بيانات الفيلم (الإنجليزية)
- فرانك أليسيا على موقع كينوبويسك (الروسية)